# Liste der Nummer-eins-Hits in Deutschland (2015)
Dies ist eine Liste der Nummer-eins-Hits in Deutschland im Jahr 2015. Die Single- und Albumcharts werden von GfK Entertainment wöchentlich zusammengestellt. Sie berücksichtigen den Verkauf von Tonträgern und Downloads und bei den Singlecharts zusätzlich bezahltes Streaming.
Auswertungszeitraum ist jeweils Freitag bis Donnerstag der nachfolgenden Woche. Bis zum 1. Mai wurden am Dienstag darauf die Charts zunächst für die Musikindustrie bekannt gegeben, die offizielle Veröffentlichung erfolgte jeweils am Freitag darauf. Seit dem 8. Mai werden die Charts bereits am Freitag unmittelbar nach Ende des Auswertungszeitraums veröffentlicht. Dadurch besteht die Woche dazwischen aus zwei Chartwochen (vom 1. Mai bis 4. Mai und vom 5. Mai bis 7. Mai).

## Singles
| ← 2014 ← | Liste der Nummer-eins-Hits in Deutschland | Liste der Nummer-eins-Hits in Deutschland   | Liste der Nummer-eins-Hits in Deutschland                                                                       | 2016 → |
| \| Zeitraum \| Wo. ges. \| Interpret \| Titel Autor(en) \| Zusätzliche Informationen \| \| (Zeitraum, Wochen auf Platz eins, Interpret, Titel, Autor[en], zusätzliche Informationen) \| \| \| \| \| \| ----------------------------------------------------------------------------------------- \| -------- \| ------------------------------------------- \| --------------------------------------------------------------------------------------------------------------- \| --------------------------------------------------------------------------------------------------------------------------------------------------------------------------------------------------------------------------------------------------------------------------------------------------------------------------------------------------------------------------------------------------------------------------------------------------------------------------------------------------------------------------------- \| \| 19. Dezember 2014 – 15. Januar 2015 4 Wochen (insgesamt 6) \| 6 \| David Guetta feat. Sam Martin \| Dangerous David Guetta, Giorgio Tuinfort, Sam Martin, Jason Evigan, Lindy Robbins \| – \| \| 16. Januar 2015 – 22. Januar 2015 1 Woche \| 1 \| Kwabs \| Walk Jonny Lattimer, Kwabena Adjepong \| – \| \| 23. Januar 2015 – 29. Januar 2015 1 Woche \| 1 \| Calvin Harris feat. Ellie Goulding \| Outside Calvin Harris, Ellie Goulding \| Die zweite Zusammenarbeit der beiden britischen Künstler ist für Ellie Goulding der erste und für Calvin Harris der zweite Nummer-eins-Hit in Deutschland nach We Found Love mit Rihanna aus dem Jahr 2011. Die erste Zusammenarbeit I Need Your Love erreichte 2013 Platz 13 in Deutschland. \| \| 30. Januar 2015 – 12. Februar 2015 2 Wochen \| 2 \| James Newton Howard feat. Jennifer Lawrence \| The Hanging Tree Jeremiah Fraites, Wesley Schultz, Suzanne Collins \| Das Lied aus dem Film Die Tribute von Panem – Mockingjay Teil 1 war bereits im Dezember nach dem Filmstart auf Platz 2 gewesen. Im Januar wurde der Rebel Remix veröffentlicht und brachte das Lied doch noch an die Chartspitze. \| \| 13. Februar 2015 – 19. Februar 2015 1 Woche \| 1 \| Omi \| Cheerleader (Felix Jaehn Remix) Omar Samuel Pasley, Clifton Dillon, Mark Bradford, Ryan Dillon, Sly Dunbar \| – \| \| 20. Februar 2015 – 2. April 2015 6 Wochen \| 6 \| Ellie Goulding \| Love Me like You Do Max Martin, Savan Kotecha, Ali Payami, Tove Nilsson, Ilya Salmanzadeh \| Drei Wochen nach ihrem ersten Nummer-eins-Hit Outside mit Calvin Harris schafft es die Britin zum zweiten Mal auf Platz eins der deutschen Charts, diesmal solo mit dem Titel Love Me Like You Do, der auf dem Soundtrack zum Film Fifty Shades of Grey zu finden ist. Der Film startete in den deutschen Kinos am 12. Februar, die Tonträgerverkaufszahlen wurden am 16. Februar veröffentlicht. Mit sechs Wochen an der Spitze der Charts ist sie die erfolgreichste britische Solokünstlerin seit Sandie Shaw im Jahr 1967.[1] \| \| 3. April 2015 – 16. April 2015 2 Wochen \| 2 \| Lost Frequencies \| Are You with Me Tommy Lee James, Shane McAnally, Terry McBride \| – \| \| 17. April 2015 – 7. Mai 2015 4 Wochen (insgesamt 4) \| 4 \| Wiz Khalifa feat. Charlie Puth \| See You Again Justin Franks, Cameron Thomaz, Andrew Cedar, Charles Puth \| Zum dritten Mal innerhalb eines Vierteljahres nimmt ein Filmsong Platz 1 der deutschen Charts ein. Ein Beitrag zum Film Fast & Furious 7 verschafft dem Rapper seinen ersten deutschen Nummer-eins-Hit. Seine beste Platzierung bis dahin war Platz 5 als Gastrapper bei We Own It von 2 Chainz – aus dem Soundtrack von Fast & Furious 6. Mit dem Sprung von Position 39 in der Vorwoche ist See You Again der Nummer-eins-Song mit der niedrigsten Vorwochenposition seit Einführung der wöchentlichen Liste im Jahr 1971. \| \| 8. Mai 2015 – 2. Juli 2015 8 Wochen \| 8 \| Felix Jaehn feat. Jasmine Thompson \| Ain’t Nobody (Loves Me Better) David Wolinski \| Für den Hamburger DJ Felix Jaehn ist es bereits der zweite Nummer-eins-Hit in diesem Jahr. Jasmine Thompson steht zum ersten Mal an der Spitze der deutschen Charts, nachdem sie letztes Jahr mit Robin Schulz zusammen schon einmal auf Platz 2 gestiegen war. \| \| 3. Juli 2015 – 23. Juli 2015 3 Wochen \| 3 \| Cro \| Bye Bye Carlo Waibel \| Mit der ersten Veröffentlichung von seinem MTV-Unplugged-Auftritt hat der Pop-Rapper seinen dritten Nummer-eins-Singlehit. \| \| 24. Juli 2015 – 6. August 2015 2 Wochen (insgesamt 2) \| 2 \| Lost Frequencies feat. Janieck Devy \| Reality Felix de Laet, Radboud Miedema, Janieck van de Polder \| Ellie Goulding und Felix Jaehn waren in diesem Jahr bereits zweimal auf Platz eins vertreten, jedoch jeweils einmal davon nur als Gastsängerin bzw. als Remixer. Der Belgier schaffte es diesmal mit der zweiten eigenen Single die Spitzenplatzierung zu wiederholen. 1977 gab es sogar vier Interpreten, die eine Nummer-eins-Platzierung in einem Jahr wiederholen konnten. \| \| 7. August 2015 – 13. August 2015 1 Woche (insgesamt 3) \| 3 \| Robin Schulz feat. Francesco Yates \| Sugar Frank Bautista, Dennis Bierbrodt, Ronald Bryant, Jürgen Dohr, Guido Kramer, Robin Schulz, Francesco Yates \| Robin Schulz erreichte hiermit nach seinen beiden Nummer-eins-Erfolgen Waves (Robin Schulz Remix) und Prayer in C (Robin Schulz Remix) aus dem Vorjahr zum dritten Mal die Spitzenposition. \| \| 14. August 2015 – 20. August 2015 1 Woche (insgesamt 7) \| 7 \| Sido feat. Andreas Bourani \| Astronaut Musik: FNSHRS.; Text: Andreas Bourani, Simon Müller-Lerch, Paul Würdig[2] \| Zweimal war der Rapper schon auf Platz 2 gewesen, einmal mit Adel Tawil, das zweite Mal selbst als Gast von Mark Forster. Seine erste Nummer-eins-Single schafft er ebenfalls mit prominenter Unterstützung, Bourani stand im Jahr zuvor mit seinem Song zur Fußball-Weltmeisterschaft 2014 schon einmal an der Spitze. \| \| 21. August 2015 – 3. September 2015 2 Wochen (insgesamt 3) \| 3 \| Robin Schulz feat. Francesco Yates \| Sugar Frank Bautista, Dennis Bierbrodt, Ronald Bryant, Jürgen Dohr, Guido Kramer, Robin Schulz, Francesco Yates \| – \| \| 4. September 2015 – 10. September 2015 1 Woche \| 1 \| Namika \| Lieblingsmensch Fabian Römer, Beatgees, Hanan Hamdi, Konrad Sommermeyer \| Nach nur wenigen Internetveröffentlichungen schafft es die Sängerin aus Frankfurt mit ihrem Debüt auf Platz eins. Acht Wochen brauchte sie bis an die Spitze. \| \| 11. September 2015 – 17. September 2015 1 Woche \| 1 \| Die Ärzte \| Schrei nach Liebe Dirk Felsenheimer, Jan Vetter \| Der erstmals 1993 veröffentlichte Song erreichte in Folge der Aktion Arschloch zum ersten Mal die Spitze der Charts. \| \| 18. September 2015 – 29. Oktober 2015 6 Wochen (insgesamt 7) \| 7 \| Sido feat. Andreas Bourani \| Astronaut Musik: FNSHRS.; Text: Andreas Bourani, Simon Müller-Lerch, Paul Würdig \| Mit dem zweiten Aufenthalt an der Spitze wurde der Song der erfolgreichste deutschsprachige Titel seit 2008.[3] \| \| 30. Oktober 2015 – 14. Januar 2016 11 Wochen \| 11 \| Adele \| Hello Greg Kurstin, Adele Adkins \| International stieg das Lied auf Platz eins der Charts ein, in Deutschland war es ihr dritter Spitzenreiter in den Singlecharts. Mit zehn Wochen an der Spitze ist sie der erfolgreichste britische Act seit 1997 und sogar die beste britische Solosängerin seit 50 Jahren.[4] \| |                                           |                                             | | |
| ← 2014 |                                           |                                             | | → 2016 → |
| Zeitraum | Wo. ges.                                  | Interpret                                   | Titel Autor(en)                                                                                                 | Zusätzliche Informationen |
| (Zeitraum, Wochen auf Platz eins, Interpret, Titel, Autor[en], zusätzliche Informationen) |                                           |                                             | | |
| 19. Dezember 2014 – 15. Januar 2015 4 Wochen (insgesamt 6) | 6                                         | David Guetta feat. Sam Martin               | Dangerous David Guetta, Giorgio Tuinfort, Sam Martin, Jason Evigan, Lindy Robbins                               | – |
| 16. Januar 2015 – 22. Januar 2015 1 Woche | 1                                         | Kwabs                                       | Walk Jonny Lattimer, Kwabena Adjepong                                                                           | – |
| 23. Januar 2015 – 29. Januar 2015 1 Woche | 1                                         | Calvin Harris feat. Ellie Goulding          | Outside Calvin Harris, Ellie Goulding                                                                           | Die zweite Zusammenarbeit der beiden britischen Künstler ist für Ellie Goulding der erste und für Calvin Harris der zweite Nummer-eins-Hit in Deutschland nach We Found Love mit Rihanna aus dem Jahr 2011. Die erste Zusammenarbeit I Need Your Love erreichte 2013 Platz 13 in Deutschland. |
| 30. Januar 2015 – 12. Februar 2015 2 Wochen | 2                                         | James Newton Howard feat. Jennifer Lawrence | The Hanging Tree Jeremiah Fraites, Wesley Schultz, Suzanne Collins                                              | Das Lied aus dem Film Die Tribute von Panem – Mockingjay Teil 1 war bereits im Dezember nach dem Filmstart auf Platz 2 gewesen. Im Januar wurde der Rebel Remix veröffentlicht und brachte das Lied doch noch an die Chartspitze. |
| 13. Februar 2015 – 19. Februar 2015 1 Woche | 1                                         | Omi                                         | Cheerleader (Felix Jaehn Remix) Omar Samuel Pasley, Clifton Dillon, Mark Bradford, Ryan Dillon, Sly Dunbar      | – |
| 20. Februar 2015 – 2. April 2015 6 Wochen | 6                                         | Ellie Goulding                              | Love Me like You Do Max Martin, Savan Kotecha, Ali Payami, Tove Nilsson, Ilya Salmanzadeh                       | Drei Wochen nach ihrem ersten Nummer-eins-Hit Outside mit Calvin Harris schafft es die Britin zum zweiten Mal auf Platz eins der deutschen Charts, diesmal solo mit dem Titel Love Me Like You Do, der auf dem Soundtrack zum Film Fifty Shades of Grey zu finden ist. Der Film startete in den deutschen Kinos am 12. Februar, die Tonträgerverkaufszahlen wurden am 16. Februar veröffentlicht. Mit sechs Wochen an der Spitze der Charts ist sie die erfolgreichste britische Solokünstlerin seit Sandie Shaw im Jahr 1967. |
| 3. April 2015 – 16. April 2015 2 Wochen | 2                                         | Lost Frequencies                            | Are You with Me Tommy Lee James, Shane McAnally, Terry McBride                                                  | – |
| 17. April 2015 – 7. Mai 2015 4 Wochen (insgesamt 4) | 4                                         | Wiz Khalifa feat. Charlie Puth              | See You Again Justin Franks, Cameron Thomaz, Andrew Cedar, Charles Puth                                         | Zum dritten Mal innerhalb eines Vierteljahres nimmt ein Filmsong Platz 1 der deutschen Charts ein. Ein Beitrag zum Film Fast & Furious 7 verschafft dem Rapper seinen ersten deutschen Nummer-eins-Hit. Seine beste Platzierung bis dahin war Platz 5 als Gastrapper bei We Own It von 2 Chainz – aus dem Soundtrack von Fast & Furious 6. Mit dem Sprung von Position 39 in der Vorwoche ist See You Again der Nummer-eins-Song mit der niedrigsten Vorwochenposition seit Einführung der wöchentlichen Liste im Jahr 1971.   |
| 8. Mai 2015 – 2. Juli 2015 8 Wochen | 8                                         | Felix Jaehn feat. Jasmine Thompson          | Ain’t Nobody (Loves Me Better) David Wolinski                                                                   | Für den Hamburger DJ Felix Jaehn ist es bereits der zweite Nummer-eins-Hit in diesem Jahr. Jasmine Thompson steht zum ersten Mal an der Spitze der deutschen Charts, nachdem sie letztes Jahr mit Robin Schulz zusammen schon einmal auf Platz 2 gestiegen war. |
| 3. Juli 2015 – 23. Juli 2015 3 Wochen | 3                                         | Cro                                         | Bye Bye Carlo Waibel                                                                                            | Mit der ersten Veröffentlichung von seinem MTV-Unplugged-Auftritt hat der Pop-Rapper seinen dritten Nummer-eins-Singlehit. |
| 24. Juli 2015 – 6. August 2015 2 Wochen (insgesamt 2) | 2                                         | Lost Frequencies feat. Janieck Devy         | Reality Felix de Laet, Radboud Miedema, Janieck van de Polder                                                   | Ellie Goulding und Felix Jaehn waren in diesem Jahr bereits zweimal auf Platz eins vertreten, jedoch jeweils einmal davon nur als Gastsängerin bzw. als Remixer. Der Belgier schaffte es diesmal mit der zweiten eigenen Single die Spitzenplatzierung zu wiederholen. 1977 gab es sogar vier Interpreten, die eine Nummer-eins-Platzierung in einem Jahr wiederholen konnten. |
| 7. August 2015 – 13. August 2015 1 Woche (insgesamt 3) | 3                                         | Robin Schulz feat. Francesco Yates          | Sugar Frank Bautista, Dennis Bierbrodt, Ronald Bryant, Jürgen Dohr, Guido Kramer, Robin Schulz, Francesco Yates | Robin Schulz erreichte hiermit nach seinen beiden Nummer-eins-Erfolgen Waves (Robin Schulz Remix) und Prayer in C (Robin Schulz Remix) aus dem Vorjahr zum dritten Mal die Spitzenposition. |
| 14. August 2015 – 20. August 2015 1 Woche (insgesamt 7) | 7                                         | Sido feat. Andreas Bourani                  | Astronaut Musik: FNSHRS.; Text: Andreas Bourani, Simon Müller-Lerch, Paul Würdig                                | Zweimal war der Rapper schon auf Platz 2 gewesen, einmal mit Adel Tawil, das zweite Mal selbst als Gast von Mark Forster. Seine erste Nummer-eins-Single schafft er ebenfalls mit prominenter Unterstützung, Bourani stand im Jahr zuvor mit seinem Song zur Fußball-Weltmeisterschaft 2014 schon einmal an der Spitze. |
| 21. August 2015 – 3. September 2015 2 Wochen (insgesamt 3) | 3                                         | Robin Schulz feat. Francesco Yates          | Sugar Frank Bautista, Dennis Bierbrodt, Ronald Bryant, Jürgen Dohr, Guido Kramer, Robin Schulz, Francesco Yates | – |
| 4. September 2015 – 10. September 2015 1 Woche | 1                                         | Namika                                      | Lieblingsmensch Fabian Römer, Beatgees, Hanan Hamdi, Konrad Sommermeyer                                         | Nach nur wenigen Internetveröffentlichungen schafft es die Sängerin aus Frankfurt mit ihrem Debüt auf Platz eins. Acht Wochen brauchte sie bis an die Spitze. |
| 11. September 2015 – 17. September 2015 1 Woche | 1                                         | Die Ärzte                                   | Schrei nach Liebe Dirk Felsenheimer, Jan Vetter                                                                 | Der erstmals 1993 veröffentlichte Song erreichte in Folge der Aktion Arschloch zum ersten Mal die Spitze der Charts. |
| 18. September 2015 – 29. Oktober 2015 6 Wochen (insgesamt 7) | 7                                         | Sido feat. Andreas Bourani                  | Astronaut Musik: FNSHRS.; Text: Andreas Bourani, Simon Müller-Lerch, Paul Würdig                                | Mit dem zweiten Aufenthalt an der Spitze wurde der Song der erfolgreichste deutschsprachige Titel seit 2008. |
| 30. Oktober 2015 – 14. Januar 2016 11 Wochen | 11                                        | Adele                                       | Hello Greg Kurstin, Adele Adkins                                                                                | International stieg das Lied auf Platz eins der Charts ein, in Deutschland war es ihr dritter Spitzenreiter in den Singlecharts. Mit zehn Wochen an der Spitze ist sie der erfolgreichste britische Act seit 1997 und sogar die beste britische Solosängerin seit 50 Jahren. |

## Alben
| ← 2014 ← | Liste der Nummer-eins-Alben in Deutschland | Liste der Nummer-eins-Alben in Deutschland        | Liste der Nummer-eins-Alben in Deutschland      | 2016 → |
| \| Zeitraum \| Wo. ges. \| Interpret \| Titel \| Zusätzliche Informationen \| \| (Zeitraum, Wochen auf Platz eins, Interpret, Titel, zusätzliche Informationen) \| \| \| \| \| \| ------------------------------------------------------------------------------ \| -------- \| ------------------------------------------------- \| ----------------------------------------------- \| -------------------------------------------------------------------------------------------------------------------------------------------------------------------------------------------------------------------------------------------------------------------------------------------------------------------------------------------------------- \| \| 26. Dezember 2014 – 1. Januar 2015 1 Woche (insgesamt 2) \| 2 \| Unheilig \| Gipfelstürmer \| Das Abschiedsalbum der Band um den Grafen war das dritte Nummer-eins-Album in fünf Jahren. Bis in den Spätsommer hinein traten Unheilig noch auf, dann wurde das Projekt beendet. \| \| 2. Januar 2015 – 8. Januar 2015 1 Woche (insgesamt 2) \| 2 \| AC/DC \| Rock or Bust \| – \| \| 9. Januar 2015 – 15. Januar 2015 1 Woche (insgesamt 15) \| 15 \| Helene Fischer \| Farbenspiel \| Im dritten Jahr in Folge erreichte das Album Platz eins. Nach ihrem Best-of-Album 2010, das allerdings nur Platz zwei erreichte, war es das zweite Album der Schlagersängerin, das die Zahl von 10 Platinauszeichnungen erreichte. Nur ein Album von Herbert Grönemeyer erreichte mehr. \| \| 16. Januar 2015 – 22. Januar 2015 1 Woche (insgesamt 2) \| 2 \| Unheilig \| Gipfelstürmer \| – \| \| 23. Januar 2015 – 29. Januar 2015 1 Woche \| 1 \| Prinz Porno \| pp=mc² \| Für den Rapper war es das achte Album in zehn Jahren und nach Kompass ohne Norden sein zweites Nummer-eins-Album in Folge. \| \| 30. Januar 2015 – 5. Februar 2015 1 Woche \| 1 \| Vega \| Kaos \| Vegas erste beiden Alben kamen bereits auf Platz 5 bzw. Platz 2. Im dritten Anlauf schafft er es bis ganz nach oben. \| \| 6. Februar 2015 – 12. Februar 2015 1 Woche \| 1 \| Favorite \| Neues von Gott \| Mit seinem vierten Soloalbum schafft es der Rapper erstmals auf Platz 1. \| \| 13. Februar 2015 – 19. Februar 2015 1 Woche \| 1 \| Deichkind \| Niveau weshalb warum \| Im Jahr 2012 gelang der Hip-Hop-Formation aus Hamburg mit ihrem fünften Studioalbum Befehl von ganz unten der Durchbruch. Doch mit ihrem sechsten Werk schafften sie es nicht nur in Deutschland erstmals auf Platz 1, sondern auch in der Schweiz. \| \| 20. Februar 2015 – 26. Februar 2015 1 Woche \| 1 \| Frank White \| Keiner kommt klar mit mir \| Mit zehn Soloalben in zehn Jahren war der Rapper immer unter den ersten Zehn der Charts gelandet, aber erst das elfte Album brachte ihn zum ersten Mal ganz an die Spitze. \| \| 27. Februar 2015 – 5. März 2015 1 Woche \| 1 \| Bushido \| Carlo Cokxxx Nutten 3 \| Noch nie zuvor standen fünf Rapper in Folge auf Platz eins der deutschen Charts. Für Bushido selbst war es aber nichts Ungewöhnliches, bereits zum sechsten Mal hatte er die Chartspitze inne. \| \| 6. März 2015 – 12. März 2015 1 Woche \| 1 \| (Soundtrack) \| Fifty Shades of Grey \| 2010 stand letztmals ein Filmsoundtrack auf Platz 1 und im neuen Jahrtausend ist es erst das dritte Filmalbum, das es bis an die Spitze schaffte. \| \| 13. März 2015 – 19. März 2015 1 Woche \| 1 \| Wolfgang Petry \| Brandneu \| Eigentlich hatte der Schlagersänger seine Karriere bereits beendet, nachdem ein Remixalbum im Vorjahr aber wieder ganz nach oben gestiegen war, nahm Petry sein 21. Studioalbum auf und erreichte zum vierten Mal Platz eins. \| \| 20. März 2015 – 26. März 2015 1 Woche \| 1 \| Madonna \| Rebel Heart \| Das zwölfte Nummer-eins-Album von Madonna, mehr als 30 Jahre nach Like a Virgin (1984), macht sie nicht nur zur dritterfolgreichsten Musikerin in den deutschen Charts gleichauf mit Herbert Grönemeyer, sie ist damit auch die erfolgreichste von allen nicht aus Deutschland stammenden Interpreten, siehe Liste der Nummer-eins-Alben in Deutschland. \| \| 27. März 2015 – 9. April 2015 2 Wochen \| 2 \| Mark Knopfler \| Tracker \| Mit acht Soloalben war der britische Gitarrist in Deutschland in den Top 5, zum dritten Mal war er ganz oben in den Charts. \| \| 10. April 2015 – 16. April 2015 1 Woche \| 1 \| Farid Bang \| Asphalt Massaka 3 \| Mit dem ersten Album der Reihe begann 2008 die Karriere des Rappers, Album Nummer drei war sieben Jahre später sein drittes Album in Folge an der Chartspitze. \| \| 17. April 2015 – 30. April 2015 2 Wochen \| 2 \| Frei.Wild \| Opposition \| Für die Südtiroler Rockband war es das dritte Studioalbum in Folge auf Platz 1 und das fünfte Goldalbum in fünf Jahren. \| \| 1. Mai 2015 – 4. Mai 2015 1 Woche (insgesamt 1) \| 1 \| SpongeBOZZ \| Planktonweed Tape \| Für den Rapper zwischen Kinderfigur und Gangsterrap war sein Debütalbum auch gleichzeitig sein erstes Nummer-eins-Album. \| \| 5. Mai 2015 – 7. Mai 2015 1 Woche (insgesamt 1) \| 1 \| Weekend \| Für immer Wochenende \| Zwei Jahre zuvor hatte der Ruhrgebietsrapper sein Debüt auf Platz drei gegeben, Album Nummer zwei reihte sich in die lange Folge der Nummer-eins-Rapalben in diesem Jahr ein. \| \| 8. Mai 2015 – 14. Mai 2015 1 Woche \| 1 \| Xatar \| Baba aller Babas \| Auch für den deutsch-kurdischen Rapper war es das zweite Album, das ihn an die Spitze brachte. Allerdings war es wesentlich erfolgreicher als das Debüt 2012, das nur Platz 19 erreicht hatte. \| \| 15. Mai 2015 – 21. Mai 2015 1 Woche \| 1 \| Genetikk \| Achter Tag \| Nach neun Solorappern kam auch eine siebenköpfige Rapcrew auf Platz eins. Es war das zweite Nummer-eins-Album von Genetikk, die beim ersten Mal zwei Jahre zuvor aber noch ein Duo waren. \| \| 22. Mai 2015 – 28. Mai 2015 1 Woche \| 1 \| Andreas Gabalier \| Mountain Man \| Seit 2009 ist der Österreicher schon erfolgreich, der ganz große Durchbruch kam aber im Jahr zuvor bei Sing meinen Song – Das Tauschkonzert. Dieses Album war sein erstes länderübergreifendes Nummer-eins-Album im deutschsprachigen Raum. \| \| 29. Mai 2015 – 4. Juni 2015 1 Woche (insgesamt 2) \| 2 \| Sarah Connor \| Muttersprache \| Zehn Jahre zuvor stand die deutsche Soulpopsängerin erstmals auf Platz 1 der Albumcharts, mit ihrem ersten Album mit Songs in deutscher Sprache kehrt sie dahin zurück. Die Idee dazu entstand durch ihre Teilnahme an Sing meinen Song ein Jahr zuvor. \| \| 5. Juni 2015 – 11. Juni 2015 1 Woche \| 1 \| Santiano \| Von Liebe, Tod und Freiheit \| Drei Alben veröffentlichte die Band seit 2012, alle drei standen in Deutschland an der Spitze. \| \| 12. Juni 2015 – 18. Juni 2015 1 Woche (insgesamt 4) \| 4 \| (Verschiedene Interpreten) \| Sing meinen Song – Das Tauschkonzert – Volume 2 \| Im Vorjahr stieg das Album zur Sendung erst nach dem Finale auf Platz eins ein, diesmal gab es das Begleitalbum bereits nach der dritten Folge. \| \| 19. Juni 2015 – 25. Juni 2015 1 Woche \| 1 \| KC Rebell \| Fata Morgana \| Erneut stand ein deutsch-kurdischer Rapper auf Platz eins, für den Mann aus Essen war es das zweite Topalbum in Folge und auch in Österreich und der Schweiz ein Nummer-eins-Erfolg. \| \| 26. Juni 2015 – 2. Juli 2015 1 Woche \| 1 \| Lindemann \| Skills in Pills \| Das deutsch-schwedische Nebenprojekt des Rammstein-Sängers schafft mit dem Debüt den Sprung auf Platz eins. \| \| 3. Juli 2015 – 9. Juli 2015 1 Woche \| 1 \| Die Amigos \| Santiago Blue \| Das zehnte Studioalbum in neun Jahren bringt dem Schlagerduo die zehnte Top-10-Platzierung, zum sechsten Mal schaffen sie es sogar bis ganz an die Spitze. \| \| 10. Juli 2015 – 16. Juli 2015 1 Woche \| 1 \| Cro \| MTV Unplugged: Cro \| Eine Woche nach seinem dritten Nummer-eins-Hit hat der Mann mit der Pandamaske auch sein drittes Nummer-eins-Album. \| \| 17. Juli 2015 – 23. Juli 2015 1 Woche \| 1 \| K.I.Z \| Hurra die Welt geht unter \| Mit ihrem fünften Studioalbum erreicht die Rapgruppe erstmals die Chartspitze. \| \| 24. Juli 2015 – 13. August 2015 3 Wochen (insgesamt 4) \| 4 \| (Verschiedene Interpreten) \| Sing meinen Song – Das Tauschkonzert – Volume 2 \| – \| \| 14. August 2015 – 20. August 2015 1 Woche \| 1 \| Paul Kalkbrenner \| 7 \| Bereits ein Platin- und drei Goldalben kann der Berliner Technomusiker vorweisen, zum ersten Mal hatte er mit 7 auch das meistverkaufte Album der Woche. \| \| 21. August 2015 – 27. August 2015 1 Woche \| 1 \| Saltatio Mortis \| Zirkus Zeitgeist \| Nach Das Schwarze I×I 2013 ist es das zweite Nummer-eins-Album für die Mittelalter-Rock-Band. \| \| 28. August 2015 – 3. September 2015 1 Woche \| 1 \| Bon Jovi \| Burning Bridges \| 1985 hatten die US-Rocker ihr erstes Chartalbum in Deutschland, 30 Jahre später sind sie mit dem 15. Album zum siebten Mal auf Platz eins der Albumcharts. \| \| 4. September 2015 – 10. September 2015 1 Woche \| 1 \| Motörhead \| Bad Magic \| 23 Chartalben können die Metalrocker in Deutschland vorweisen, mehr als in ihrer Heimat Großbritannien. Die Nummer-eins-Position erreichten sie hierzulande zum ersten Mal, 40 Jahre nach ihrer Gründung. \| \| 11. September 2015 – 17. September 2015 1 Woche \| 1 \| Iron Maiden \| The Book of Souls \| Ebenso alt wie ihre Vorgänger an der Spitze sind die Hardrocker von Iron Maiden. In 40 Jahren schafften sie es sogar 30 Mal in die deutschen Charts, zum dritten Mal in Folge kam eines ihrer Studioalben auf Platz eins. \| \| 18. September 2015 – 24. September 2015 1 Woche \| 1 \| Slayer \| Repentless \| Die Thrash-Metal-Band aus den USA war zum zehnten Mal in den deutschen Albumcharts und 25 Jahre nach der ersten Platzierung zum ersten Mal auf Platz eins. \| \| 25. September 2015 – 1. Oktober 2015 1 Woche \| 1 \| Pur \| Achtung \| Seit dem Album Abenteuerland vor 20 Jahren war Pur mit sieben von acht Studioalben auf Platz eins, nur 2012 blieb das Album Schein & Sein auf Platz zwei stehen. \| \| 2. Oktober 2015 – 8. Oktober 2015 1 Woche \| 1 \| The BossHoss \| Dos Bros \| Nach fünf Top-10-Alben und zuletzt 2013 einer Nummer-zwei-Platzierung erreichte die Countryrockband mit dem Front-Duo erstmals die Spitze der Albumcharts. \| \| 9. Oktober 2015 – 15. Oktober 2015 1 Woche \| 1 \| Kastelruther Spatzen \| Heimat – Deine Lieder \| Die Südtiroler Schlagersänger waren in mehr als dreißig Jahren schon 32 Mal in den deutschen Albumcharts und zumindest mit den Studioalben seit 2002 immer in den Top 10. Erst diesmal erreichten sie zum ersten Mal Platz eins. \| \| 16. Oktober 2015 – 22. Oktober 2015 1 Woche \| 1 \| (Verschiedene Interpreten) \| Chronik III \| Sechsmal in Folge konnten bis dato Interpreten des Hip-Hop-Labels Selfmade Records (Kollegah, Genetikk, 257ers und Favorite) Platz eins der deutschen Albumcharts belegen. Der Labelsampler zum 10-jährigen Bestehen tat es ihnen gleich.[5] \| \| 23. Oktober 2015 – 29. Oktober 2015 1 Woche \| 1 \| Majoe \| Breiter als 2 Türsteher \| Nach dem Nummer-eins-Solodebüt Breiter als der Türsteher schaffte der Rapper auch mit Teil 2 den Sprung an die Chartspitze. \| \| 30. Oktober 2015 – 5. November 2015 1 Woche (insgesamt 2) \| 2 \| Sarah Connor \| Muttersprache \| – \| \| 6. November 2015 – 12. November 2015 1 Woche \| 1 \| Peter Maffay \| Tabaluga – Es lebe die Freundschaft! \| Mit seinem 17. Album an der Chartspitze baut Maffay die Führung bei den meisten Nummer-eins-Alben weiter aus. \| \| 13. November 2015 – 19. November 2015 1 Woche \| 1 \| Bushido & Shindy \| Cla$$ic \| Mit seinen Kollaboalben verpasste Bushido bislang immer knapp die Spitze, mit Shindy klappte es erstmals. Mit Soloalben war Bushido bereits sechsmal zuvor auf Platz eins gewesen, Shindy auch schon zweimal. \| \| 20. November 2015 – 26. November 2015 1 Woche (insgesamt 6) \| 6 \| Helene Fischer & the Royal Philharmonic Orchestra \| Weihnachten \| Mit dem dritten Studioalbum in Folge und dem vierten Album insgesamt stand die Schlagersängerin an der Spitze. \| \| 27. November 2015 – 3. Dezember 2015 1 Woche (insgesamt 2) \| 2 \| Adele \| 25 \| – \| \| 4. Dezember 2015 – 17. Dezember 2015 2 Wochen (insgesamt 6) \| 6 \| Helene Fischer & the Royal Philharmonic Orchestra \| Weihnachten \| – \| \| 18. Dezember 2015 – 24. Dezember 2015 1 Woche \| 1 \| Kollegah \| Zuhältertape Volume 4 \| Mit dem Zuhältertape Vol. 4 ergatterte Kollegah seine dritte Nummer eins in Folge. \| \| 25. Dezember 2015 – 31. Dezember 2015 1 Woche (insgesamt 6) \| 6 \| Helene Fischer & the Royal Philharmonic Orchestra \| Weihnachten \| – \| |                                            |                                                   |                                                 | |
| ← 2014 |                                            |                                                   |                                                 | → 2016 → |
| Zeitraum | Wo. ges.                                   | Interpret                                         | Titel                                           | Zusätzliche Informationen |
| (Zeitraum, Wochen auf Platz eins, Interpret, Titel, zusätzliche Informationen) |                                            |                                                   |                                                 | |
| 26. Dezember 2014 – 1. Januar 2015 1 Woche (insgesamt 2) | 2                                          | Unheilig                                          | Gipfelstürmer                                   | Das Abschiedsalbum der Band um den Grafen war das dritte Nummer-eins-Album in fünf Jahren. Bis in den Spätsommer hinein traten Unheilig noch auf, dann wurde das Projekt beendet. |
| 2. Januar 2015 – 8. Januar 2015 1 Woche (insgesamt 2) | 2                                          | AC/DC                                             | Rock or Bust                                    | – |
| 9. Januar 2015 – 15. Januar 2015 1 Woche (insgesamt 15) | 15                                         | Helene Fischer                                    | Farbenspiel                                     | Im dritten Jahr in Folge erreichte das Album Platz eins. Nach ihrem Best-of-Album 2010, das allerdings nur Platz zwei erreichte, war es das zweite Album der Schlagersängerin, das die Zahl von 10 Platinauszeichnungen erreichte. Nur ein Album von Herbert Grönemeyer erreichte mehr.                                                                  |
| 16. Januar 2015 – 22. Januar 2015 1 Woche (insgesamt 2) | 2                                          | Unheilig                                          | Gipfelstürmer                                   | – |
| 23. Januar 2015 – 29. Januar 2015 1 Woche | 1                                          | Prinz Porno                                       | pp=mc²                                          | Für den Rapper war es das achte Album in zehn Jahren und nach Kompass ohne Norden sein zweites Nummer-eins-Album in Folge. |
| 30. Januar 2015 – 5. Februar 2015 1 Woche | 1                                          | Vega                                              | Kaos                                            | Vegas erste beiden Alben kamen bereits auf Platz 5 bzw. Platz 2. Im dritten Anlauf schafft er es bis ganz nach oben. |
| 6. Februar 2015 – 12. Februar 2015 1 Woche | 1                                          | Favorite                                          | Neues von Gott                                  | Mit seinem vierten Soloalbum schafft es der Rapper erstmals auf Platz 1. |
| 13. Februar 2015 – 19. Februar 2015 1 Woche | 1                                          | Deichkind                                         | Niveau weshalb warum                            | Im Jahr 2012 gelang der Hip-Hop-Formation aus Hamburg mit ihrem fünften Studioalbum Befehl von ganz unten der Durchbruch. Doch mit ihrem sechsten Werk schafften sie es nicht nur in Deutschland erstmals auf Platz 1, sondern auch in der Schweiz. |
| 20. Februar 2015 – 26. Februar 2015 1 Woche | 1                                          | Frank White                                       | Keiner kommt klar mit mir                       | Mit zehn Soloalben in zehn Jahren war der Rapper immer unter den ersten Zehn der Charts gelandet, aber erst das elfte Album brachte ihn zum ersten Mal ganz an die Spitze. |
| 27. Februar 2015 – 5. März 2015 1 Woche | 1                                          | Bushido                                           | Carlo Cokxxx Nutten 3                           | Noch nie zuvor standen fünf Rapper in Folge auf Platz eins der deutschen Charts. Für Bushido selbst war es aber nichts Ungewöhnliches, bereits zum sechsten Mal hatte er die Chartspitze inne. |
| 6. März 2015 – 12. März 2015 1 Woche | 1                                          | (Soundtrack)                                      | Fifty Shades of Grey                            | 2010 stand letztmals ein Filmsoundtrack auf Platz 1 und im neuen Jahrtausend ist es erst das dritte Filmalbum, das es bis an die Spitze schaffte. |
| 13. März 2015 – 19. März 2015 1 Woche | 1                                          | Wolfgang Petry                                    | Brandneu                                        | Eigentlich hatte der Schlagersänger seine Karriere bereits beendet, nachdem ein Remixalbum im Vorjahr aber wieder ganz nach oben gestiegen war, nahm Petry sein 21. Studioalbum auf und erreichte zum vierten Mal Platz eins. |
| 20. März 2015 – 26. März 2015 1 Woche | 1                                          | Madonna                                           | Rebel Heart                                     | Das zwölfte Nummer-eins-Album von Madonna, mehr als 30 Jahre nach Like a Virgin (1984), macht sie nicht nur zur dritterfolgreichsten Musikerin in den deutschen Charts gleichauf mit Herbert Grönemeyer, sie ist damit auch die erfolgreichste von allen nicht aus Deutschland stammenden Interpreten, siehe Liste der Nummer-eins-Alben in Deutschland. |
| 27. März 2015 – 9. April 2015 2 Wochen | 2                                          | Mark Knopfler                                     | Tracker                                         | Mit acht Soloalben war der britische Gitarrist in Deutschland in den Top 5, zum dritten Mal war er ganz oben in den Charts. |
| 10. April 2015 – 16. April 2015 1 Woche | 1                                          | Farid Bang                                        | Asphalt Massaka 3                               | Mit dem ersten Album der Reihe begann 2008 die Karriere des Rappers, Album Nummer drei war sieben Jahre später sein drittes Album in Folge an der Chartspitze. |
| 17. April 2015 – 30. April 2015 2 Wochen | 2                                          | Frei.Wild                                         | Opposition                                      | Für die Südtiroler Rockband war es das dritte Studioalbum in Folge auf Platz 1 und das fünfte Goldalbum in fünf Jahren. |
| 1. Mai 2015 – 4. Mai 2015 1 Woche (insgesamt 1) | 1                                          | SpongeBOZZ                                        | Planktonweed Tape                               | Für den Rapper zwischen Kinderfigur und Gangsterrap war sein Debütalbum auch gleichzeitig sein erstes Nummer-eins-Album. |
| 5. Mai 2015 – 7. Mai 2015 1 Woche (insgesamt 1) | 1                                          | Weekend                                           | Für immer Wochenende                            | Zwei Jahre zuvor hatte der Ruhrgebietsrapper sein Debüt auf Platz drei gegeben, Album Nummer zwei reihte sich in die lange Folge der Nummer-eins-Rapalben in diesem Jahr ein. |
| 8. Mai 2015 – 14. Mai 2015 1 Woche | 1                                          | Xatar                                             | Baba aller Babas                                | Auch für den deutsch-kurdischen Rapper war es das zweite Album, das ihn an die Spitze brachte. Allerdings war es wesentlich erfolgreicher als das Debüt 2012, das nur Platz 19 erreicht hatte. |
| 15. Mai 2015 – 21. Mai 2015 1 Woche | 1                                          | Genetikk                                          | Achter Tag                                      | Nach neun Solorappern kam auch eine siebenköpfige Rapcrew auf Platz eins. Es war das zweite Nummer-eins-Album von Genetikk, die beim ersten Mal zwei Jahre zuvor aber noch ein Duo waren. |
| 22. Mai 2015 – 28. Mai 2015 1 Woche | 1                                          | Andreas Gabalier                                  | Mountain Man                                    | Seit 2009 ist der Österreicher schon erfolgreich, der ganz große Durchbruch kam aber im Jahr zuvor bei Sing meinen Song – Das Tauschkonzert. Dieses Album war sein erstes länderübergreifendes Nummer-eins-Album im deutschsprachigen Raum. |
| 29. Mai 2015 – 4. Juni 2015 1 Woche (insgesamt 2) | 2                                          | Sarah Connor                                      | Muttersprache                                   | Zehn Jahre zuvor stand die deutsche Soulpopsängerin erstmals auf Platz 1 der Albumcharts, mit ihrem ersten Album mit Songs in deutscher Sprache kehrt sie dahin zurück. Die Idee dazu entstand durch ihre Teilnahme an Sing meinen Song ein Jahr zuvor.                                                                                                  |
| 5. Juni 2015 – 11. Juni 2015 1 Woche | 1                                          | Santiano                                          | Von Liebe, Tod und Freiheit                     | Drei Alben veröffentlichte die Band seit 2012, alle drei standen in Deutschland an der Spitze. |
| 12. Juni 2015 – 18. Juni 2015 1 Woche (insgesamt 4) | 4                                          | (Verschiedene Interpreten)                        | Sing meinen Song – Das Tauschkonzert – Volume 2 | Im Vorjahr stieg das Album zur Sendung erst nach dem Finale auf Platz eins ein, diesmal gab es das Begleitalbum bereits nach der dritten Folge. |
| 19. Juni 2015 – 25. Juni 2015 1 Woche | 1                                          | KC Rebell                                         | Fata Morgana                                    | Erneut stand ein deutsch-kurdischer Rapper auf Platz eins, für den Mann aus Essen war es das zweite Topalbum in Folge und auch in Österreich und der Schweiz ein Nummer-eins-Erfolg. |
| 26. Juni 2015 – 2. Juli 2015 1 Woche | 1                                          | Lindemann                                         | Skills in Pills                                 | Das deutsch-schwedische Nebenprojekt des Rammstein-Sängers schafft mit dem Debüt den Sprung auf Platz eins. |
| 3. Juli 2015 – 9. Juli 2015 1 Woche | 1                                          | Die Amigos                                        | Santiago Blue                                   | Das zehnte Studioalbum in neun Jahren bringt dem Schlagerduo die zehnte Top-10-Platzierung, zum sechsten Mal schaffen sie es sogar bis ganz an die Spitze. |
| 10. Juli 2015 – 16. Juli 2015 1 Woche | 1                                          | Cro                                               | MTV Unplugged: Cro                              | Eine Woche nach seinem dritten Nummer-eins-Hit hat der Mann mit der Pandamaske auch sein drittes Nummer-eins-Album. |
| 17. Juli 2015 – 23. Juli 2015 1 Woche | 1                                          | K.I.Z                                             | Hurra die Welt geht unter                       | Mit ihrem fünften Studioalbum erreicht die Rapgruppe erstmals die Chartspitze. |
| 24. Juli 2015 – 13. August 2015 3 Wochen (insgesamt 4) | 4                                          | (Verschiedene Interpreten)                        | Sing meinen Song – Das Tauschkonzert – Volume 2 | – |
| 14. August 2015 – 20. August 2015 1 Woche | 1                                          | Paul Kalkbrenner                                  | 7                                               | Bereits ein Platin- und drei Goldalben kann der Berliner Technomusiker vorweisen, zum ersten Mal hatte er mit 7 auch das meistverkaufte Album der Woche. |
| 21. August 2015 – 27. August 2015 1 Woche | 1                                          | Saltatio Mortis                                   | Zirkus Zeitgeist                                | Nach Das Schwarze I×I 2013 ist es das zweite Nummer-eins-Album für die Mittelalter-Rock-Band. |
| 28. August 2015 – 3. September 2015 1 Woche | 1                                          | Bon Jovi                                          | Burning Bridges                                 | 1985 hatten die US-Rocker ihr erstes Chartalbum in Deutschland, 30 Jahre später sind sie mit dem 15. Album zum siebten Mal auf Platz eins der Albumcharts. |
| 4. September 2015 – 10. September 2015 1 Woche | 1                                          | Motörhead                                         | Bad Magic                                       | 23 Chartalben können die Metalrocker in Deutschland vorweisen, mehr als in ihrer Heimat Großbritannien. Die Nummer-eins-Position erreichten sie hierzulande zum ersten Mal, 40 Jahre nach ihrer Gründung. |
| 11. September 2015 – 17. September 2015 1 Woche | 1                                          | Iron Maiden                                       | The Book of Souls                               | Ebenso alt wie ihre Vorgänger an der Spitze sind die Hardrocker von Iron Maiden. In 40 Jahren schafften sie es sogar 30 Mal in die deutschen Charts, zum dritten Mal in Folge kam eines ihrer Studioalben auf Platz eins. |
| 18. September 2015 – 24. September 2015 1 Woche | 1                                          | Slayer                                            | Repentless                                      | Die Thrash-Metal-Band aus den USA war zum zehnten Mal in den deutschen Albumcharts und 25 Jahre nach der ersten Platzierung zum ersten Mal auf Platz eins. |
| 25. September 2015 – 1. Oktober 2015 1 Woche | 1                                          | Pur                                               | Achtung                                         | Seit dem Album Abenteuerland vor 20 Jahren war Pur mit sieben von acht Studioalben auf Platz eins, nur 2012 blieb das Album Schein & Sein auf Platz zwei stehen. |
| 2. Oktober 2015 – 8. Oktober 2015 1 Woche | 1                                          | The BossHoss                                      | Dos Bros                                        | Nach fünf Top-10-Alben und zuletzt 2013 einer Nummer-zwei-Platzierung erreichte die Countryrockband mit dem Front-Duo erstmals die Spitze der Albumcharts. |
| 9. Oktober 2015 – 15. Oktober 2015 1 Woche | 1                                          | Kastelruther Spatzen                              | Heimat – Deine Lieder                           | Die Südtiroler Schlagersänger waren in mehr als dreißig Jahren schon 32 Mal in den deutschen Albumcharts und zumindest mit den Studioalben seit 2002 immer in den Top 10. Erst diesmal erreichten sie zum ersten Mal Platz eins. |
| 16. Oktober 2015 – 22. Oktober 2015 1 Woche | 1                                          | (Verschiedene Interpreten)                        | Chronik III                                     | Sechsmal in Folge konnten bis dato Interpreten des Hip-Hop-Labels Selfmade Records (Kollegah, Genetikk, 257ers und Favorite) Platz eins der deutschen Albumcharts belegen. Der Labelsampler zum 10-jährigen Bestehen tat es ihnen gleich. |
| 23. Oktober 2015 – 29. Oktober 2015 1 Woche | 1                                          | Majoe                                             | Breiter als 2 Türsteher                         | Nach dem Nummer-eins-Solodebüt Breiter als der Türsteher schaffte der Rapper auch mit Teil 2 den Sprung an die Chartspitze. |
| 30. Oktober 2015 – 5. November 2015 1 Woche (insgesamt 2) | 2                                          | Sarah Connor                                      | Muttersprache                                   | – |
| 6. November 2015 – 12. November 2015 1 Woche | 1                                          | Peter Maffay                                      | Tabaluga – Es lebe die Freundschaft!            | Mit seinem 17. Album an der Chartspitze baut Maffay die Führung bei den meisten Nummer-eins-Alben weiter aus. |
| 13. November 2015 – 19. November 2015 1 Woche | 1                                          | Bushido & Shindy                                  | Cla$$ic                                         | Mit seinen Kollaboalben verpasste Bushido bislang immer knapp die Spitze, mit Shindy klappte es erstmals. Mit Soloalben war Bushido bereits sechsmal zuvor auf Platz eins gewesen, Shindy auch schon zweimal. |
| 20. November 2015 – 26. November 2015 1 Woche (insgesamt 6) | 6                                          | Helene Fischer & the Royal Philharmonic Orchestra | Weihnachten                                     | Mit dem dritten Studioalbum in Folge und dem vierten Album insgesamt stand die Schlagersängerin an der Spitze. |
| 27. November 2015 – 3. Dezember 2015 1 Woche (insgesamt 2) | 2                                          | Adele                                             | 25                                              | – |
| 4. Dezember 2015 – 17. Dezember 2015 2 Wochen (insgesamt 6) | 6                                          | Helene Fischer & the Royal Philharmonic Orchestra | Weihnachten                                     | – |
| 18. Dezember 2015 – 24. Dezember 2015 1 Woche | 1                                          | Kollegah                                          | Zuhältertape Volume 4                           | Mit dem Zuhältertape Vol. 4 ergatterte Kollegah seine dritte Nummer eins in Folge. |
| 25. Dezember 2015 – 31. Dezember 2015 1 Woche (insgesamt 6) | 6                                          | Helene Fischer & the Royal Philharmonic Orchestra | Weihnachten                                     | – |

## Jahreshitparaden
Durch den ersten Platz mit Weihnachten erreicht Helene Fischer die Spitze der Albumwertung zum dritten Mal hintereinander. In den beiden Vorjahren hatte sie jeweils mit Farbenspiel vorne gelegen. Bei den Single-Charts landet der Titel Cheerleader (Felix Jaehn Remix) des jamaikanischen Sängers Omi auf dem ersten Platz.

| ← 2014 ← | Liste der Jahres-Nummer-eins-Hits in Deutschland | Liste der Jahres-Nummer-eins-Hits in Deutschland                      | Liste der Jahres-Nummer-eins-Hits in Deutschland | 2016 →   |
| \| Singles \| Position# \| Alben \| \| ------------------------------------------------------------------------------------------------------------------------------------------------------ \| --------- \| --------------------------------------------------------------------- \| \| Cheerleader (Felix Jaehn Remix) Omi Mark Bradford, Clifton Dillon, Ryan Dillon, Sly Dunbar, Omar Samuel Pasley \| 1 \| Weihnachten Helene Fischer \| \| Are You with Me Lost Frequencies Tommy Lee James, Shane McAnally, Terry McBride \| 2 \| 25 Adele \| \| Ain’t Nobody (Loves Me Better) Felix Jaehn feat. Jasmine Thompson David Wolinski \| 3 \| Muttersprache Sarah Connor \| \| Love Me like You Do Ellie Goulding Savan Kotecha, Max Martin, Tove Nilsson, Ali Payami, Ilya Salmanzadeh \| 4 \| Farbenspiel Helene Fischer \| \| Lean On Major Lazer & DJ Snake feat. Mø William Grigahcine, Philip Meckseper, Karen Marie Ørsted, Thomas Pentz \| 5 \| Sing meinen Song – Das Tauschkonzert, Vol. 2 Verschiedene Interpreten \| \| Astronaut Sido feat. Andreas Bourani Andreas Bourani, Sido Gold, Simon Müller-Lerch, Paul Neumann, Marek Pompetzki, Cecil Remmler \| 6 \| Von Liebe, Tod und Freiheit Santiano \| \| Hello Adele Adele Adkins, Greg Kurstin \| 7 \| Opposition Frei.Wild \| \| Sugar Robin Schulz feat. Francesco Yates Francisco Bautista, Dennis Bierbrodt, Ronald Bryant, Jürgen Dohr, Guido Kramer, Robin Schulz, Francesco Yates \| 8 \| Hey Andreas Bourani \| \| See You Again Wiz Khalifa feat. Charlie Puth Andrew Cedar, Justin Franks, Cameron Thomaz, Charles Puth \| 9 \| × Ed Sheeran \| \| Firestone Kygo feat. Conrad Conrad Sewell, Kygo \| 10 \| Zuhältertape Volume 4 Kollegah \| |                                                  |                                                                       |                                                  |          |
| ← 2014 |                                                  |                                                                       |                                                  | → 2016 → |
| Singles | Position#                                        | Alben                                                                 |                                                  |          |
| Cheerleader (Felix Jaehn Remix) Omi Mark Bradford, Clifton Dillon, Ryan Dillon, Sly Dunbar, Omar Samuel Pasley | 1                                                | Weihnachten Helene Fischer                                            |                                                  |          |
| Are You with Me Lost Frequencies Tommy Lee James, Shane McAnally, Terry McBride | 2                                                | 25 Adele                                                              |                                                  |          |
| Ain’t Nobody (Loves Me Better) Felix Jaehn feat. Jasmine Thompson David Wolinski | 3                                                | Muttersprache Sarah Connor                                            |                                                  |          |
| Love Me like You Do Ellie Goulding Savan Kotecha, Max Martin, Tove Nilsson, Ali Payami, Ilya Salmanzadeh | 4                                                | Farbenspiel Helene Fischer                                            |                                                  |          |
| Lean On Major Lazer & DJ Snake feat. Mø William Grigahcine, Philip Meckseper, Karen Marie Ørsted, Thomas Pentz | 5                                                | Sing meinen Song – Das Tauschkonzert, Vol. 2 Verschiedene Interpreten |                                                  |          |
| Astronaut Sido feat. Andreas Bourani Andreas Bourani, Sido Gold, Simon Müller-Lerch, Paul Neumann, Marek Pompetzki, Cecil Remmler | 6                                                | Von Liebe, Tod und Freiheit Santiano                                  |                                                  |          |
| Hello Adele Adele Adkins, Greg Kurstin | 7                                                | Opposition Frei.Wild                                                  |                                                  |          |
| Sugar Robin Schulz feat. Francesco Yates Francisco Bautista, Dennis Bierbrodt, Ronald Bryant, Jürgen Dohr, Guido Kramer, Robin Schulz, Francesco Yates | 8                                                | Hey Andreas Bourani                                                   |                                                  |          |
| See You Again Wiz Khalifa feat. Charlie Puth Andrew Cedar, Justin Franks, Cameron Thomaz, Charles Puth | 9                                                | × Ed Sheeran                                                          |                                                  |          |
| Firestone Kygo feat. Conrad Conrad Sewell, Kygo | 10                                               | Zuhältertape Volume 4 Kollegah                                        |                                                  |          |